# Istocheta longicornis
Istocheta longicornis là một loài ruồi trong họ Tachinidae.